# Manuskrypt Wojnicza

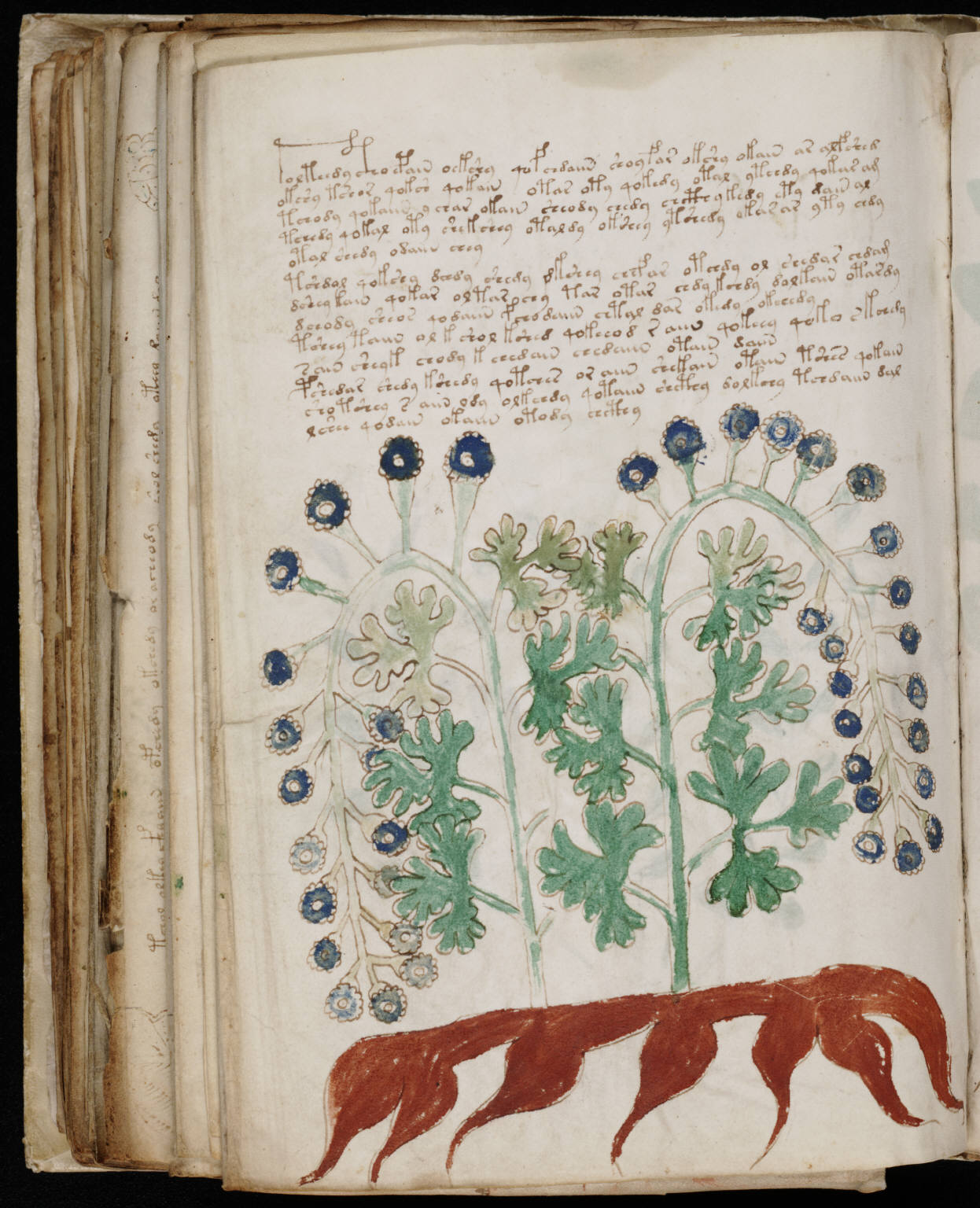
Jedna ze stron księgi

Rękopis Wojnicza – pergaminowa księga oprawiona w skórę, składająca się pierwotnie ze 136 dwustronnie zapisanych welinowych kart (czyli 272 stron; do dziś przetrwało 120 kart) formatu 15 na 22,5 cm (6 × 9 cali), pokrytych rysunkami, wykresami i niezrozumiałym pismem. Swoją nazwę zawdzięcza odkrywcy Michałowi Wojniczowi, polskiemu antykwariuszowi i kolekcjonerowi, który w 1912 nabył rękopis od jezuitów z willi Mondragone we Frascati. Do dziś rękopis uchodzi za jeden z najbardziej tajemniczych rękopiśmiennych zabytków średniowiecza, ponieważ jego autor, pismo oraz język pozostają nieznane. Pierwsze faksymile rękopisu zostało wydane w 2005.
Rękopis Wojnicza był i jest przedmiotem intensywnych badań, prowadzonych przez profesjonalnych kryptologów i amatorów, m.in. przez uznanych amerykańskich i brytyjskich specjalistów od łamania kodów, którzy działali podczas II wojny światowej (żadnemu z nich nie udało się rozszyfrować ani jednego słowa). Ta seria niepowodzeń spowodowała, że rękopis stał się słynnym przedmiotem kryptologii historycznej, ale również dodała wagi teorii mówiącej, że księga jest po prostu wyszukaną mistyfikacją (dziś nie przyjmuje się tego za pewnik), sekwencją przypadkowych symboli, które nie mają żadnego znaczenia.
Badania pergaminu, na którym spisano rękopis, przeprowadzone metodą datowania radiowęglowego w latach 2009–2011 na Uniwersytecie Arizony wykazały, że powstał między 1404 a 1438. Ilustracje, szczególnie stroje i uczesania postaci ludzkich, a także zamki widoczne na diagramach są typowo europejskie i typowe dla lat, w których powstała księga.
Rękopis Wojnicza znajduje się od 1969 w zbiorach Biblioteki Rzadkich Ksiąg i Rękopisów im. Beinecke’ów Uniwersytetu Yale.

## Zawartość manuskryptu
Według bieżących ustaleń początkowo księga miała 272 strony w 17 librach po 16 stron każda. Do dziś zachowało się 240 welinowych stron, a luki w numeracji stron (która zdaje się starsza niż sam tekst) świadczą o tym, że kilku stron brakowało, zanim Wojnicz wszedł w posiadanie księgi. Kontury cyfr wykonano gęsim piórem, a kolorowa farba została naniesiona na cyfry (odrobinę prymitywnie) prawdopodobnie w późniejszym okresie. Istnieją niezbite dowody, że w bliżej nieznanej przeszłości zmieniono kolejność stron.
Całość została napisana od lewej do prawej strony, z nieco nierównym prawym marginesem. Dłuższe ustępy podzielono na akapity, niekiedy z punktorami po lewej stronie, jednak w manuskrypcie nie ma wyraźnej interpunkcji. Dukt (czyli tempo, staranność i stopień nachylenia, z jakim litery zostały napisane) sugeruje, że skryba rozumiał, co pisze. Manuskrypt nie sprawia wrażenia, że litery miały być wymierzone przed naniesieniem ich na welin (różnią się nieco od siebie, co utrudnia odczyt komputerowy).

Pismo manuskryptu Wojnicza

Tekst składa się z ponad 170 tys. glifów, zazwyczaj oddzielonych wąskimi odstępami. Większość glifów została napisana przy pomocy jednego lub dwóch pociągnięć ręki. Mimo sporów dotyczących odrębności niektórych glifów, alfabet składa się z 20 lub 30 znaków i wystarczyłby do napisania praktycznie całego tekstu. Wyjątkiem jest kilkadziesiąt rzadkich znaków pojawiających się raz lub dwa.
Luki dzielą tekst na około 35 tys. „słów” różnej długości, przy czym „słowa” te wydają się zgodne z pewnego rodzaju zasadami fonetycznymi i gramatycznymi, np. pewne znaki muszą się pojawić w każdym słowie (jak samogłoski w języku angielskim lub łacińskim), z kolei inne nigdy nie następują po sobie, niektóre mogą być podwajane, a inne nie.
Analiza statystyczna tekstu ukazuje schematy podobne do tych w językach naturalnych. Przykładem może być częstotliwość występowania słów, która jest zgodna z prawem Zipfa. Również entropia słowa podobna jest do tej w języku łacińskim lub angielskim. Pewne słowa pojawiają się tylko w niektórych fragmentach lub tylko na kilku stronach, inne z kolei są obecne w całym tekście. Jest bardzo niewiele powtórzeń wśród ponad tysiąca „etykiet” dołączonych do ilustracji. W sekcji zielarskiej pierwsze słowo na każdej stronie występuje tylko i wyłącznie tam, być może jest to nazwa omawianej rośliny.
Z drugiej strony język manuskryptu Wojnicza jest niepodobny do języków europejskich pod kilkoma względami. Po pierwsze, nie ma w nim praktycznie żadnych słów składających się z więcej niż dziesięciu znaków. Niewiele jest też słów jedno- lub dwuliterowych. Rozkład liter w słowie jest też specyficzny. Niektóre znaki występują tylko na początku słowa, inne tylko na końcu, a jeszcze inne zawsze w środku. Jest to fenomen spotykany w alfabetach semickich, a nie w łacinie czy cyrylicy (z wyjątkiem greckich liter beta i sigma).
Manuskrypt zawiera więcej powtórzeń niż typowe języki europejskie. Niekiedy to samo „słowo” pojawia się nawet trzy razy z rzędu. Również wyrazy, które różnią się tylko jedną literą, powtarzają się niezwykle często.
Słów, które przypominają pismo łacińskie, jest w manuskrypcie niewiele. Cztery linijki tekstu na ostatniej stronie, poza dwoma wyrazami, zostały napisane (nieco zniekształconymi) literami łacińskimi. Pismo przypomina europejskie z XV wieku, jednak słowa nie mają sensu w żadnym języku. Serie diagramów w sekcji astronomicznej zawierają nazwy dziesięciu miesięcy (od marca do grudnia) napisane alfabetem łacińskim z pisownią wskazującą na średniowieczne języki Francji lub Półwyspu Iberyjskiego. Nie wiadomo jednak, czy te fragmenty pisane literami łacińskimi były częścią oryginalnego tekstu, czy zostały dodane w późniejszym czasie.

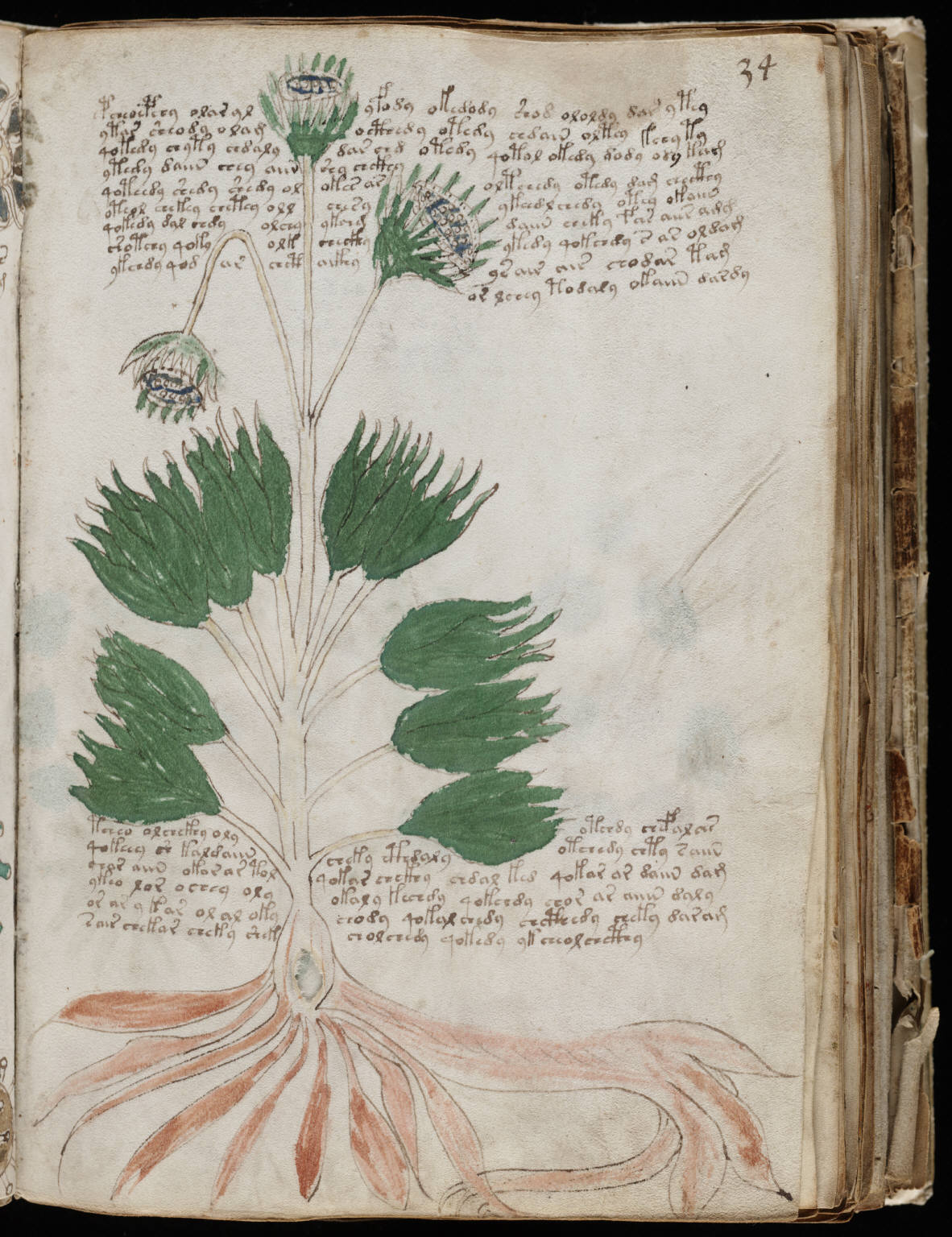
Sekcja zielarska zawiera ilustracje roślin

Sekcja biologiczna zawiera zwarty tekst i ilustracje przedstawiające kąpiące się nagie kobiety

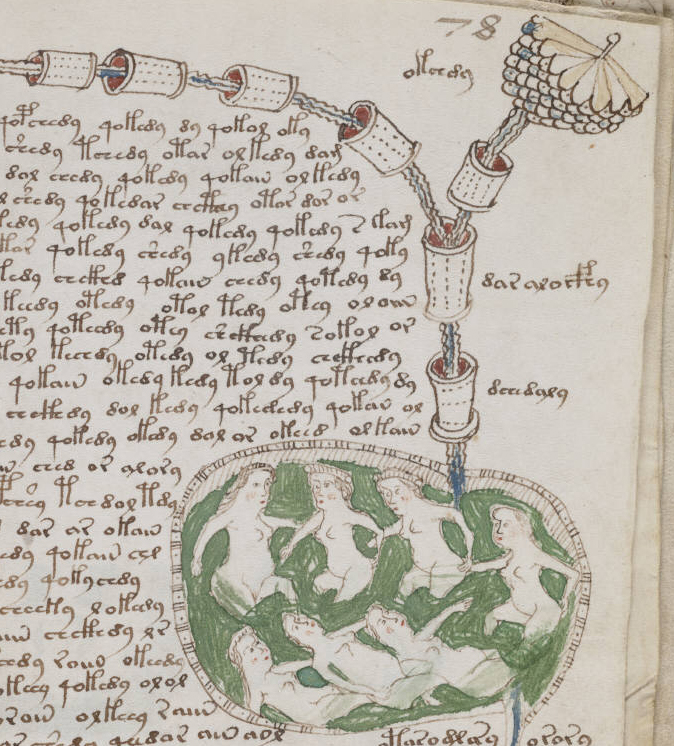
Szczegół z ilustracji w sekcji biologicznej

## Ilustracje
Manuskrypt zawiera wiele ilustracji. Nie rzucają one światła na treść manuskryptu, jednak pokazują, że księga składa się z sześciu sekcji, różniących się stylem i treścią. Prawie na każdej stronie widnieje co najmniej jedna ilustracja, z wyjątkiem ostatniej sekcji, która składa się wyłącznie z tekstu. Manuskrypt zawiera następujące sekcje:
- Zielarska – na każdej stronie znajduje się jedna lub dwie ilustracje rośliny oraz tekst. Jest to typowy format europejskich zielników z tamtego okresu. Niektóre rysunki stanowią większe i wyraźniejsze kopie szkiców, znajdujących się w sekcji farmaceutycznej. Identyfikacja tych roślin nie powiodła się.

W 1944 Hugh O’Neill opublikował artykuł, w którym stwierdził, że razem z zespołem botaników zidentyfikował następujące rodzaje i gatunki: pokrzywa, podejźrzon księżycowy, słonecznik zwyczajny i papryka. Nasiona dwóch ostatnich rodzajów mogły pojawić się w Europie po drugiej podróży Kolumba w 1493.
- Astronomiczna – sekcja ta zawiera diagramy kołowe, np. niektóre z nich przedstawiają słońca, księżyce lub gwiazdy, będące elementami astronomii i astrologii. Jeden z szeregów dwunastu diagramów przedstawia typowe symbole konstelacji zodiakalnych (np. gwiazdozbiór Ryb, Byka, myśliwego z kuszą oznaczającego znak Strzelca itp.). Postaci kobiet przedstawione na ilustracjach są przeważnie nagie. Każda z nich trzyma w ręku coś, co przypomina oznaczoną gwiazdę lub łańcuch albo sznur, na końcu którego przymocowana jest gwiazda. Dwie ostatnie strony tej sekcji (gwiazdozbiór Wodnika i Koziorożca, czyli okolice stycznia i lutego) zaginęły, a gwiazdozbiór Barana i Byka jest podzielony na cztery pary diagramów, po piętnaście gwiazd w każdym. Niektóre z tych diagramów znajdują się na rozkładanych kartkach.
- Biologiczna – zawiera zwarty, ciągły tekst, przeplatany ilustracjami przedstawiającymi głównie małe, nagie kobiety, kąpiące się w kałużach lub pojemnikach połączonych zawiłą siecią rur w kształcie organów ludzkich. Niektóre kobiety mają na głowach korony.
- Kosmologiczna – zawiera więcej diagramów kołowych, które są jednak niewyraźne i niezrozumiałe. W tej sekcji również znajdują się rozkładane kartki. Jedna z nich składa się aż z sześciu stron i zawiera pewnego rodzaju mapy lub diagramy z dziewięcioma „wyspami” połączonymi groblami, zamkami oraz prawdopodobnie wulkanem.
- Farmaceutyczna – znajduje się w niej wiele podpisanych rysunków, przedstawiających oddzielne części roślin (korzenie, liście itp.), przedmioty podobne do słoików aptecznych, narysowane wzdłuż brzegu strony, a także tekst.
- Przypisy – zawierają wiele krótkich fragmentów tekstu. Każdy tekst oznaczony jest punktorem w kształcie kwiatu lub gwiazdy.

## Historia

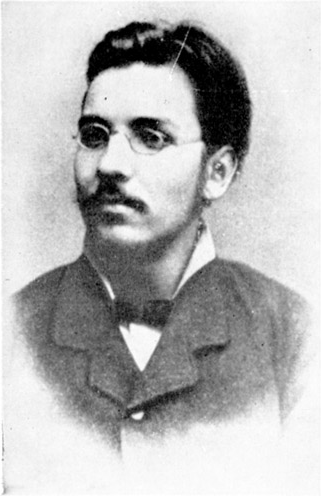
Michał Wojnicz

Historia manuskryptu jest nadal pełna luk, szczególnie pod względem jego powstania.
Pierwszym udokumentowanym właścicielem manuskryptu był Georg Baresch, mało znany alchemik, który mieszkał w Pradze na początku XVII wieku. Najwidoczniej Baresch, tak jak współcześni badacze, był zaintrygowany tajemniczą księgą, która przez tyle lat „bezużytecznie zajmowała miejsce w jego bibliotece”. Gdy dowiedział się, że Athanasius Kircher, jezuita i naukowiec z Collegio Romano, opublikował słownik języka koptyjskiego oraz rozszyfrował egipskie hieroglify, wysłał (dwa razy) fragment kopii manuskryptu Kircherowi do Rzymu z prośbą o wskazówki. List Barescha do Kirchera z 1639, który został niedawno odnaleziony przez René Zandbergen, jest najstarszym źródłem informacji o manuskrypcie, jakie do tej pory znaleziono.
Nie wiadomo, czy Kircher odpowiedział na list, ale najwidoczniej był wystarczająco zainteresowany, by wyrazić chęć nabycia księgi, której wydania Baresch jednak odmówił. Po śmierci Barescha manuskrypt został oddany jego przyjacielowi, Janowi Markowi Marciemu (Johannes Marcus Marci), ówczesnemu rektorowi Uniwersytetu Karola w Pradze. Marci natychmiast wysłał księgę do Kirchera, swego długoletniego przyjaciela i korespondenta. List towarzyszący, który Marci przesłał wraz z manuskryptem w 1666, jest dołączony do księgi do dziś.
Przez kolejne dwieście lat nie odnotowano żadnej wzmianki na temat manuskryptu, ale najprawdopodobniej był on przechowywany razem z resztą korespondencji Kirchera w bibliotece Collegio Romano (dzisiejszy Papieski Uniwersytet Gregoriański). Prawdopodobnie księga pozostała tam do czasu, kiedy oddziały Wiktora Emanuela II opanowały miasto w 1870 i dokonały aneksji Państwa Kościelnego. Nowy rząd włoski postanowił skonfiskować mienie kościelne, m.in. bibliotekę Collegio Romano. Jednak badania wskazują, że wcześniej wiele ksiąg zostało zabranych z biblioteki do zbiorów prywatnych bibliotek uniwersyteckich, co uchroniło je przed konfiskatą. Wśród tych zbiorów znajdowała się też korespondencja Kirchera oraz prawdopodobnie manuskrypt Wojnicza, ponieważ jest on do dziś oznaczony jako własność Petera Beckxa, przełożonego Towarzystwa Jezusowego i ówczesnego rektora uniwersytetu.
Prywatna biblioteka Beckxa została przeniesiona do Willi Mondragone. Około 1912 Collegio Romano znalazło się przypuszczalnie w trudnej sytuacji finansowej, bowiem zdecydowano się sprzedać (w tajemnicy) niektóre z jego zbiorów. Wtedy Michał Wojnicz nabył trzydzieści manuskryptów, a wśród nich znajdował się również ten, który dziś nosi jego imię.
W 1915 odbyła się wystawa jego zbiorów w Chicago, która trwała od 7 października do 3 listopada. Wśród licznych, bezcennych manuskryptów i książek zaprezentowano Manuskrypt Wojnicza, który został uznany za jeden z najważniejszych w całej kolekcji.
W 1930, po śmierci Wojnicza, księgę odziedziczyła wdowa po nim, pisarka Ethel Lilian Voynich, córka matematyka George’a Boole’a. Po jej śmierci w 1960 manuskrypt stał się własnością jej bliskiej przyjaciółki Anne Nill, która rok później sprzedała księgę właścicielowi antykwariatu Hansowi P. Krausowi. Ten, nie znalazłszy kupca, przekazał ją 1969 Uniwersytetowi Yale, gdzie znajduje się do dziś, pod numerem katalogowym MS 408, w Bibliotece Rzadkich Ksiąg i Rękopisów im. Beinecke’ów.

## Hipotezy dotyczące autorstwa
Wiele osób było branych pod uwagę przy ustalaniu autora manuskryptu Wojnicza.

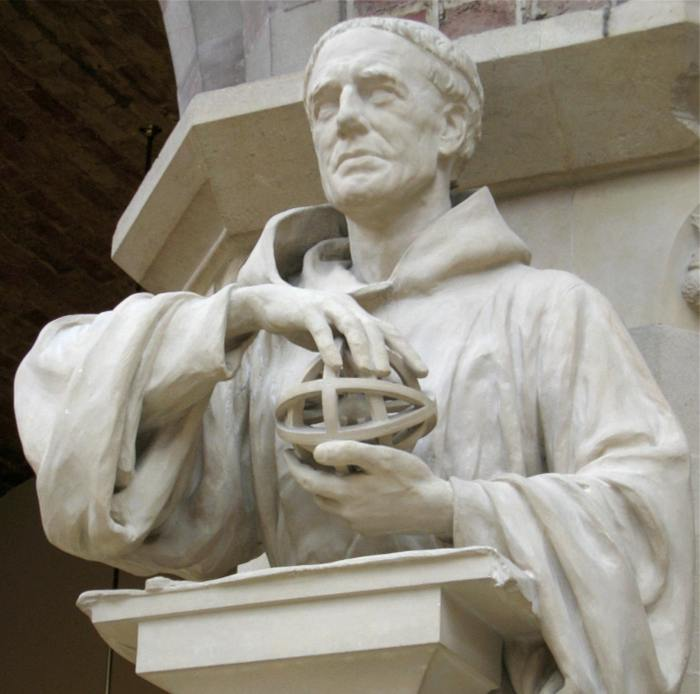
Roger Bacon

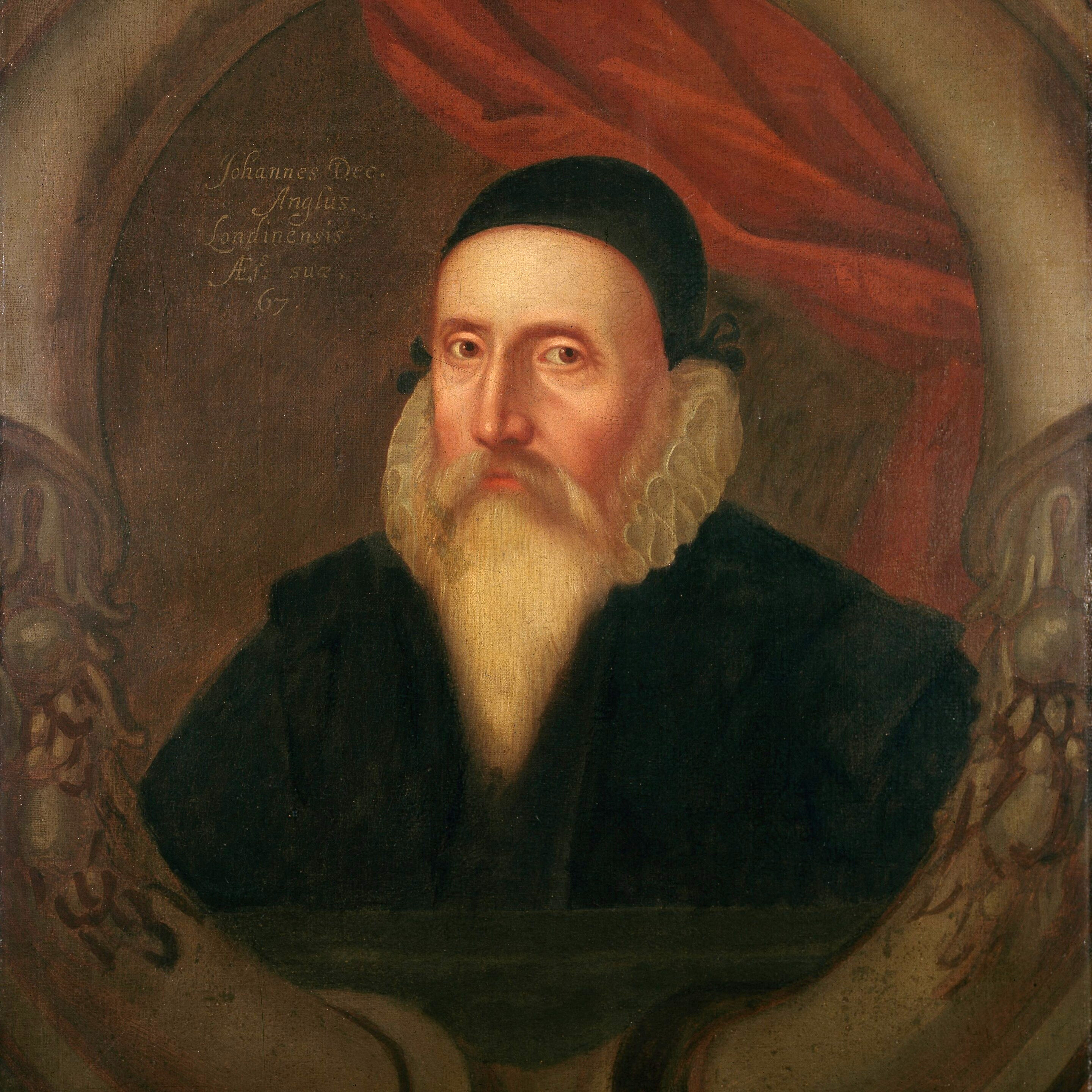
John Dee

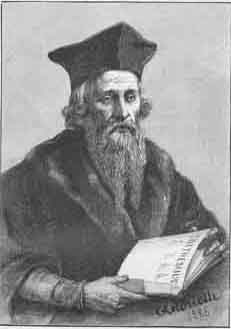
Edward Kelley

List Marciego z 1666 do Kirchera zawiera informację przekazaną mu przez jego zmarłego przyjaciela Raphaela Mnishovsky’ego, mówiącą o tym, że cesarz Rudolf II (panował w latach 1552–1612) nabył manuskrypt za 600 dukatów (równowartość 30 800 dolarów w 2005), będąc przekonanym, że autorem jest wszechstronnie uzdolniony franciszkanin Roger Bacon (1214–1294).
Mimo że Marci zastrzegł, że „wstrzymuje się z opinią” na temat tej teorii, Wojnicz potraktował ją poważnie i starał się ją potwierdzić. Jego przekonanie miało znaczący wpływ na próby rozszyfrowania tekstu przez następne 80 lat. Jednak uczeni, którzy przyglądali się manuskryptowi i którym znane są prace Bacona, odrzucili taką możliwość. Mnishovsky zmarł w 1644, a transakcja została przeprowadzona przed abdykacją Rudolfa w 1611, co najmniej 55 lat przed listem Marciego.
Założenie, że to Roger Bacon był autorem manuskryptu, doprowadziło Wojnicza do wniosku, że jedyną osobą, która mogła sprzedać manuskrypt Rudolfowi był John Dee, podróżnik, nadworny matematyk i astrolog królowej Elżbiety I, znanej z posiadania okazałej kolekcji prac Bacona. Z tą teorią zgadza się również badacz manuskryptu Wojnicza, Gordon Rugg. John Dee i jego asystent Edward Kelley (uważany za medium) mieszkali w Czechach przez kilka lat, gdzie chcieli sprzedawać swoje usługi cesarzowi. Jednak w starannie prowadzonych dziennikach Dee ani słowem nie wspomina sprzedaży księgi, co sprawia, że teoria staje się mało prawdopodobna. Możliwe jest też, że to sam Dee był autorem tekstu i rozsiał plotkę o autorstwie Bacona w nadziei, że sprzeda manuskrypt.
Towarzysz Johna Dee, Edward Kelley, był samozwańczym alchemikiem, który twierdził, że potrafi zamienić miedź w złoto za pomocą tajemnego proszku, który wykopał z grobu biskupa z Walii. Utrzymywał też, że jest w stanie przywoływać anioły i prowadzić z nimi długie rozmowy, które Dee sumiennie zapisywał. Językiem aniołów miał być enochiański, zawdzięczający swą nazwę Enochowi, biblijnemu ojcu Matuzalema. Legenda głosi, że aniołowie zabrali go na wycieczkę po Niebie. Po powrocie napisał książkę o tym, co zobaczył. Niektórzy sugerują, że skoro Kelley mógł wymyślić język enochiański, aby zakpić z Johna Dee, był również zdolny do sfabrykowania manuskryptu Wojnicza w celu wyłudzenia pieniędzy od cesarza (który i tak już płacił Kelleyowi za piastowanie posady alchemika).

### Inne teorie
Fotokopie pierwszej strony manuskryptu zawierają niewyraźne ślady pisma, które zostało usunięte. Z pomocą substancji chemicznych można odczytać imię Jacoba Tepenece. Przyjmuje się, że jest to imię Jakuba Hořčický’ego z Tepenec, znanego pod łacińskim imieniem i nazwiskiem Jacobus Sinapius, który żył w latach 1575–1622. Był osobistym lekarzem Rudolfa II, specjalizował się w ziołolecznictwie, a także opiekował się cesarskimi ogrodami botanicznymi. Wojnicz i wiele innych osób po nim wywnioskowało na podstawie tego „podpisu”, że Jakub miał w posiadaniu manuskrypt jeszcze przed Bareschem. Widziano w tym potwierdzenie historii Mnishovsky’ego.
Jednakże pismo to nie pasuje do podpisu Jakuba, znalezionego w dokumencie zlokalizowanym przez Jana Hurycha w 2003. Możliwe, że tekst na stronie f1r został dodany przez późniejszego właściciela lub bibliotekarza i jest jedynie próbą odgadnięcia, kto był autorem manuskryptu. W jezuickich księgach historycznych, do których dostęp miał Kircher, Jakub Hořčický jest jedynym alchemikiem bądź doktorem z dworu Rudolfa II, który zasługiwał na jednostronicowy wpis (dla przykładu Tycho Brahe jest jedynie pokrótce wspomniany). Ponadto substancje chemiczne użyte przez Wojnicza tak zniszczyły welin, że podpis jest dziś ledwo widoczny. Zatem istnieją podejrzenia, że podpis został spreparowany przez samego Wojnicza w celu uwiarygodnienia teorii Rogera Bacona.
Marci poznał Kirchera, kiedy przewodniczył delegacji z Uniwersytetu Karola w Rzymie w 1638. Przez następne 27 lat naukowcy wielokrotnie pisali do siebie na różne tematy naukowe. Podróż Marciego była częścią trwającego sporu o utrzymanie autonomii świeckiej części Uniwersytetu w stosunku do zakonu jezuitów, który prowadził konkurencyjne kolegium Clementinum w Pradze. Pomimo starań, dwie uczelnie zostały połączone w 1654 pod władzą jezuitów. Stąd pojawiły się spekulacje, że polityczna niechęć do jezuitów spowodowała, że Marci spreparował listy Barescha, a następnie cały manuskrypt Wojnicza, w celu obnażenia i skompromitowania Kirchera.
Marci mógł być odpowiednią osobą do tego zadania ze względu na osobowość i wiedzę, a Kircher był dla niego łatwym celem. Rzeczywiście, cała akcja podrobienia listów Barescha przypomina mistyfikację, którą niegdyś sporządził orientalista Andreas Mueller w celu oszukania Kirchera. Mueller napisał niezrozumiały tekst i wysłał go do Kirchera z notatką, że tekst pochodzi z Egiptu. Poprosił Kirchera o przetłumaczenie pisma, co ten niezwłocznie uczynił.
Warto zauważyć, że jedynymi dowodami na istnienie osoby Barescha są trzy listy wysłane do Kirchera: jeden przez samego Barescha w 1639 i dwa przez Marciego mniej więcej rok później. Ciekawe jest również, że korespondencja pomiędzy Marcim a Kircherem kończy się na 1666, w którym powstał list dołączony do manuskryptu Wojnicza. Jednak skryta niechęć Marciego, jaką darzył jezuitów, wydaje się jedynie domysłem, ponieważ Marci był wiernym katolikiem, kształcił się u jezuitów, a krótko przed śmiercią w 1667 został honorowym członkiem zakonu.
Około 1618 Raphael Mnishovsky, kryptolog, znajomy Marciego, który uchodził za znakomitego znawcę teorii Bacona, wynalazł szyfr, który – jak twierdził – jest nie do złamania. Wysnuto zatem teorię, że to on napisał manuskrypt Wojnicza, aby zastosować swój wynalazek w praktyce, natomiast Baresch stał się jego mimowolnym królikiem doświadczalnym. Po tym, jak Kircher opublikował jego książkę o języku koptyjskim, Mnishovsky podobno stwierdził, że zbicie z tropu Kirchera przyniesie mu większą satysfakcję, niż zmylenie Barescha. Zatem namówił alchemika, żeby zwrócił się do jezuitów o pomoc. Wymyślił historię Rogera Bacona, by zmotywować Barescha. Sprostowanie wystosowane w liście dołączonym do manuskryptu mogło sugerować, że Marci podejrzewał kłamstwo. Jednak nie ma w tej sprawie oczywistych dowodów.
Dr Leonell C. Strong, naukowiec specjalizujący się w dziedzinie onkologii i zarazem amator w dziedzinie kryptografii, próbował rozszyfrować manuskrypt Wojnicza. Stanowczo twierdził, że składał się on z „ciekawego podwójnego systemu postępu arytmetycznego złożonego alfabetu”. Uważał również, że na podstawie tekstu można twierdzić, że manuskrypt został napisany w XVI wieku przez angielskiego pisarza Anthony’ego Aschama, którego dzieła zawierają Mały Zielnik, opublikowany w 1550. Choć manuskrypt zawiera sekcje przypominające zielnik, głównym argumentem przeciw tej teorii jest, że nie wiadomo, gdzie Anthony zdobył taką wiedzę literacką i kryptologiczną.
Nick Pelling wysnuł w swojej książce teorię, według której manuskrypt Wojnicza został napisany przez Antonio Averlino, renesansowego architekta z Włoch (znanego również jako „Filarete”). Averlino jakoby usiłował dotrzeć do Stambułu około 1465 i zaszyfrował w manuskrypcie część swoich badań, by umożliwić przekazanie wiedzy Turkom osmańskim po przekroczeniu granicy weneckiej. Teoria ta jest oparta wyłącznie na poszlakach.
Pelling bada różne cechy zaszyfrowanego tekstu i sugeruje, jakie sposoby szyfrowania mogły zostać użyte przez Averlino. Nie potrafi jednak rozszyfrować tekstu. Jeśli Pelling ma rację, manuskrypt został zaszyfrowany przy zastosowaniu wielu skomplikowanych metod, m.in. „sfałszowanych” artefaktów. Twierdzi również, że większość zapisków na marginesie jest również fałszywa, i że zostały one celowo zastosowane, by zmylić specjalistów od łamania kodów.
Na łamach amerykańskiego magazynu „Renesans” opublikowano teorię H.R. Santa Coloma, która wskazuje na pewne podobieństwa między niektórymi przedmiotami z ilustracji manuskryptu a wczesnymi mikroskopami. Osobą blisko powiązaną z wczesnym rozwojem mikroskopii jest Cornelius Drebbel. Dzięki temu autor zauważył podobieństwa między artystycznym stylem Drebbela i ilustracjami w manuskrypcie. Ponadto Drebbel został czołowym alchemikiem Rudolfa II w czasie, kiedy John Dee też mógł przebywać na jego dworze. Na tej podstawie można twierdzić, że manuskrypt Wojnicza może być notatnikiem Drebbela, zawierającym obserwacje z eksperymentów alchemicznych, który zostawił w Pradze po zamachu stanu w 1611.
W świetle badań radiowęglowych ustalających datę powstania manuskryptu na lata 1404–1438 większość tych teorii stała się nieaktualna.

### Autorzy manuskryptu
Prescott Currier, kryptolog Marynarki Wojennej Stanów Zjednoczonych, który pracował nad manuskryptem w latach siedemdziesiątych, zauważył, że strony sekcji zielarskiej mogły być podzielone na dwa zestawy, A i B, z zachowaniem charakterystycznych właściwości statystycznych i innymi stylami pisma. Na tej podstawie wywnioskował, że manuskrypt Wojnicza to dzieło dwóch lub większej liczby autorów, którzy używali różnych dialektów i zasad pisowni. Jednak najnowsze badania podważają tę teorię. Grafolog, który analizował księgę, zidentyfikował tylko jeden charakter pisma. Jednak gdy przeanalizuje się wszystkie sekcje, można zauważyć stopniową zmianę pomiędzy sekcjami A i B. Zatem obserwacje Curriera mogły wynikać z tego, że sekcja zielarska powstawała przez długi czas, ale pracował nad nią tylko jeden autor.

## Teorie dotyczące zawartości i przeznaczenia manuskryptu

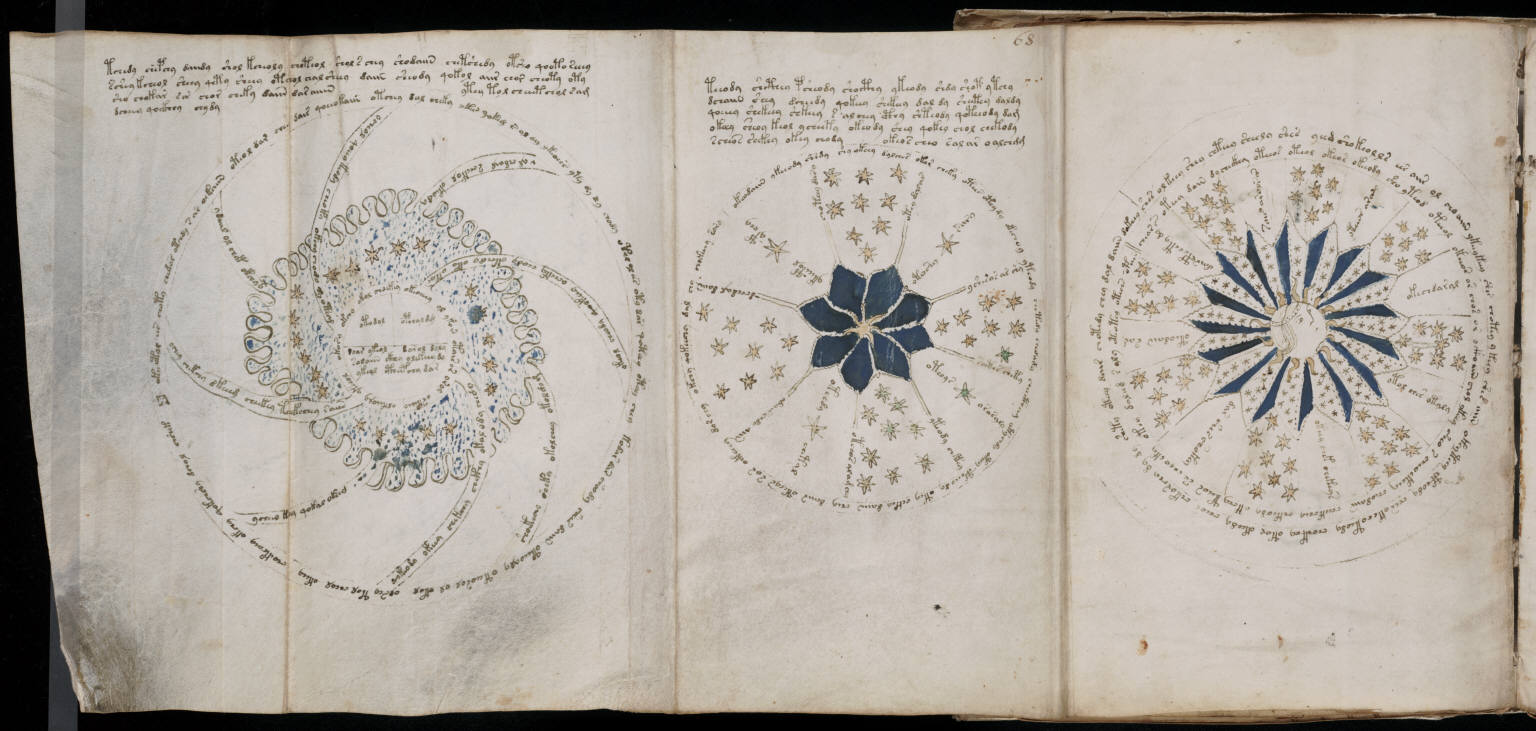
Rozkładane ilustracje w manuskrypcie przedstawiają diagramy przypominające obiekty astronomiczne

Ogólne wrażenie, jakie sprawiają zachowane karty manuskryptu, sugeruje, że pełnił on rolę kodeksu aptecznego i dotyczy medycyny średniowiecznej lub nowożytnej. Jednak tajemnicze szczegóły na ilustracjach wywołały falę teorii na temat pochodzenia księgi, jej treści oraz przeznaczenia.
Pierwsza sekcja księgi jest prawie w całości poświęcona zielarstwu. Jednak próby zidentyfikowania roślin na podstawie próbek i ilustracji współczesnych zielników nie powiodły się. Jedynie kilka roślin (m.in. fiołek trójbarwny i niekropień) może zostać zidentyfikowanych z całkowitą pewnością. Ilustracje „zielarskie”, które pasują do szkiców farmakologicznych, wydają się ich dokładnymi kopiami, z wyjątkiem brakujących części, które zostały uzupełnione nienaturalnie wyglądającymi detalami. Wiele ilustracji wydaje się łączyć korzenie, liście oraz kwiaty, pochodzące z różnych gatunków roślin.
Brumbaugh twierdził, że jedna z ilustracji przedstawiała słonecznik (sprowadzony do Europy z Ameryki), co mogłoby być pomocne w ustaleniu daty powstania manuskryptu. Jednak podobieństwo jest niewielkie, szczególnie gdy porówna się je z dzikimi gatunkami. Rośliny te mogą być równie dobrze gatunkami z tej samej rodziny astrowatych, obejmującej stokrotkę, rumianek pospolity i 30 tys. innych gatunków z całego świata.
Naczynia oraz rury w sekcji biologicznej mogą wskazywać na powiązania z alchemią, co byłoby istotne, gdyby księga zawierała receptury na mikstury medyczne. Jednak podręczniki do alchemii z tamtego okresu zawierają pismo obrazkowe, za pomocą którego przedstawia się procesy i substancje w postaci obrazków (np. orzeł, ropucha, człowiek w grobowcu, para w łóżku) lub symboli alchemicznych (takich, jak kółko z krzyżykiem). Żaden z tych znaków nie został rozpoznany w manuskrypcie.
Sergio Toresella, specjalista od starożytnych zielników, zauważył, że manuskrypt Wojnicza może być zielnikiem alchemicznym, który nie ma nic wspólnego z alchemią, ale jest fikcyjnym zielnikiem ze zmyślonymi ilustracjami, jaki zwykli nosić znachorzy, aby zaimponować swoim pacjentom. Najwidoczniej gdzieś na północy Włoch istniał mały przemysł wiejski, wydający takie księgi. Jednak od manuskryptu Wojnicza różnią się one nieco stylem oraz formą, ponadto wszystkie zostały napisane prostym językiem.
Rozważania astrologiczne często odgrywały istotną rolę w różnych procedurach medycznych okresu, w którym powstał manuskrypt. Poza oczywistymi symbolami zodiakalnymi i diagramem przedstawiającym planety, żadne inne obiekty nie zostały zinterpretowane w oparciu o znane tradycje astrologiczne (europejskie lub inne).
Rysunki kołowe, widoczne w sekcji astronomicznej, przedstawiają obiekty o nieregularnych kształtach z czterema nieregularnymi ramionami, co niektórym przypomina galaktykę, widoczną tylko za pomocą teleskopu. Inne rysunki zostały zinterpretowane jako komórki widoczne pod mikroskopem. Może to sugerować, że manuskrypt pochodzi z okresu nowożytnego, a nie średniowiecza. Jednak podobieństwo jest wątpliwe, ponieważ po bliższym przyjrzeniu się środkowa część „galaktyki” wygląda raczej jak kałuża. Niektóre ilustracje przedstawiają jeżowce.

## Teorie dotyczące języka
Wysnuto wiele teorii dotyczących natury języka manuskryptu Wojnicza. Oto kilka z nich:

### Szyfry
Zgodnie z teorią „szyfru literowego”, manuskrypt Wojnicza zawiera sensowny tekst w jakimś języku europejskim, który został celowo ukryty za pomocą pewnego rodzaju szyfru lub algorytmu.
Tą hipotezą kierowali się naukowcy, którzy próbowali odszyfrować tekst manuskryptu w XX wieku. Nad manuskryptem na początku lat pięćdziesiątych pracował nieoficjalny zespół kryptografów z Agencji Bezpieczeństwa Narodowego, prowadzony przez Williama F. Friedmana. Proste szyfry podstawieniowe mogą być wykluczone, ponieważ są bardzo łatwe do złamania. W związku z tym skupiono się na szyfrach polialfabetycznych, wymyślonych przez Albertiego w latach sześćdziesiątych XV wieku. Takim szyfrem jest między innymi popularny szyfr Vigenère’a, który mógł zostać wzmocniony poprzez użycie zer lub podobnych symboli, zmianę ustawienia liter, sztuczny podział wyrazów itd. Niektórzy uważali, że przed zakodowaniem usunięto samogłoski.
Głównym argumentem na rzecz tej teorii jest to, że użycie dziwnego alfabetu przez europejskiego pisarza może być tłumaczone jedynie tym, że chciał on coś ukryć. W rzeczy samej Roger Bacon znał się na szyfrach, a oszacowana data powstania manuskryptu pokrywa się z narodzinami kryptografii jako usystematyzowanej dziedziny naukowej. Natomiast przeciwko tej teorii świadczy, że szyfr polialfabetyczny zwykle narusza „naturalne” cechy statystyczne, które mimo to możemy zaobserwować w manuskrypcie Wojnicza, na przykład prawo Zipfa. Chociaż szyfry polialfabetyczne zostały wynalezione około 1467, tak naprawdę stały się popularne dopiero w XVI wieku, czyli dużo później, niż powstał manuskrypt.
Zgodnie z teorią „szyfru z książki szyfrów”, „słowa” z manuskryptu miały być kodami, które należy odszukać w „słowniku” lub książce szyfrów. Głównym dowodem potwierdzającym tę teorię jest podobieństwo wewnętrznej struktury i rozkładu długości tych słów oraz cyfr rzymskich, których w tamtych czasach używano do tworzenia kodów. Jednakże szyfry oparte na książkach są przydatne jedynie w krótkich komunikatach, ponieważ są wyjątkowo kłopotliwe, zarówno w tworzeniu, jak i odszyfrowywaniu.

### Mikrografia
Najstarsze próby rozszyfrowania tajemnicy księgi Wojnicza (a także jedne z pierwszych prób rozszyfrowania w ogóle) miały miejsce w 1921 i dokonał ich William Newbold z Uniwersytetu Pensylwanii. Jego osobliwa hipoteza mówiła, że widoczny tekst sam w sobie nie ma żadnego znaczenia, jednak każda osobna „litera” złożona jest z serii drobnych znaków dostrzegalnych jedynie przy powiększeniu. Znaki te są jakoby oparte na starożytnych greckich stenografach, tworzących drugi poziom tekstu, który zawiera w sobie prawdziwą treść. Newbold twierdził, że wykorzystał tę wiedzę do opracowania całych fragmentów tekstu, dowodząc w ten sposób autorstwa Bacona oraz odnotowując tym samym użycie mikroskopu optycznego czterysta lat przed Leeuwenhoekiem.
Jednak John Manly z Uniwersytetu w Chicago zauważył wiele błędów w teorii Newbolda. Każdy stenograf miał mieć wiele znaczeń, przy czym nie wiadomo było, jakie znaczenie zostało zamierzone przez autora. Teoria Newbolda zakładała również dowolne kombinacje znaków w celu otrzymania zrozumiałego tekstu łacińskiego. W ten sposób system staje się elastyczny i można go odczytywać za pomocą mikroskopijnych znaków, które są same w sobie złudne. Choć w języku hebrajskim istnieje tradycja mikrografii, w żaden sposób nie przypomina ona kształtem znaków, które wyodrębnił Newbold. Po bliższym prześledzeniu tekstu manuskryptu okazało się, że są to jedynie zwykłe załamania, powstające podczas wysychania atramentu na nierównym welinie. Jest to przykład efektu zwanego pareidolią. Wskutek obalenia teorii Newbolda próby odczytania manuskryptu metodą mikrografii nie są dziś brane pod uwagę.

### Steganografia
Teoria steganograficzna mówi, że tekst manuskryptu Wojnicza sam w sobie nie skrywa żadnego znaczenia, ale zawiera informacje ukryte w niewidocznych na pierwszy rzut oka szczegółach, np. druga litera każdego słowa lub liczba liter w każdej linijce. Taka technika nazywana steganografią jest bardzo stara i została opisana przez Johannesa Trithemiusa w 1499. Niektórzy twierdzą, że tekst był wyodrębniany za pomocą specjalnego urządzenia, skonstruowanego przez Girolama Cardana. Trudno potwierdzić lub zaprzeczyć tej teorii, ponieważ teksty steganograficzne są trudne do jednoznacznego odszyfrowania. Argument podważający tę teorię jest taki, że wykorzystywanie zaszyfrowanego tekstu podważa główny cel steganografii, którym jest ukrycie samego istnienia tajnej informacji.

### Egzotyczny język naturalny
Lingwista Jacques Guy niegdyś stwierdził, że tekst manuskryptu Wojnicza mógł być napisany w jakimś egzotycznym języku za pomocą zmyślonego alfabetu. Struktura słów jest rzeczywiście podobna do struktury słów wielu rodzin językowych wschodniej i środkowej części Azji, głównie rodziny chińsko-tybetańskiej (język chiński, tybetański oraz birmański), austroazjatyckiej (wietnamski, khmerski itp.) oraz prawdopodobnie rodziny dajskiej (tajski, laotański itp.). W wielu z tych języków „słowa” mają tylko jedną sylabę, a sylaby mają bogatą strukturę. Jest to cecha języków tonalnych, w których znaczenie słów zależy od ich tonacji.
Teoria ta jest wiarygodna pod względem historycznym. Podczas gdy tamte języki można odnaleźć w rdzennych tekstach, język manuskryptu był najwyraźniej zbyt skomplikowany dla przyjezdnych z Zachodu. Spowodowało to wynalezienie kilku zapisów fonetycznych, głównie za pomocą liter łacińskich, ale czasem też przy użyciu wymyślonych alfabetów. Chociaż znane przykłady pochodzą z późniejszych okresów niż manuskrypt Wojnicza, w historii zapisało się wielu odkrywców i misjonarzy, którzy mogli tego dokonać, nawet przed wyprawą Marco Polo z XIII wieku, ale szczególnie po tym, jak Vasco da Gama w 1499 popłynął szlakiem morskim na Daleki Wschód. Autor manuskryptu Wojnicza mógł zatem pochodzić ze wschodniej części Azji, lecz być mieszkańcem Europy, gdzie zdobywał wiedzę podczas misji.
Za tą teorią przemawia głównie, że wszystkie właściwości tekstu manuskryptu odpowiadają cechom języków Wschodu. Po prześledzeniu tekstu stwierdzono, że zawiera on podwójne i potrójne słowa, które występują w języku chińskim i wietnamskim z prawie taką samą częstotliwością, jak w manuskrypcie Wojnicza. Wyjaśnia to również brak liczebników oraz zachodnich cech składniowych (takich, jak przedimki i łączniki), jak i niemożność rozpoznania ilustracji. Kolejną wskazówką są dwa duże, czerwone symbole na pierwszej stronie, które przypominają jakby tytuł chińskiej książki, który został odwrócony i źle skopiowany. Widoczny podział roku na 360 stopni (zamiast 365 dni) w grupach po 15 oraz rozpoczęcie roku od znaku Ryb jest cechą charakterystyczną kalendarza chińskiego. Przeciwko tej teorii świadczy, że nikt (łącznie z naukowcami z Chińskiej Akademii Nauk w Pekinie) nie potrafił wskazać na ilustracjach żadnych wyraźnych przykładów azjatyckich symboli lub elementów naukowych.
W 2003 polski badacz Zbigniew Banasik ogłosił wyniki swoich prac nad manuskryptem, przedstawił alfabet (jego zdaniem języka mandżurskiego) i fragment tekstu rozszyfrowanej pierwszej strony.
Jim Child, znawca języków indoeuropejskich, wysunął sugestię, że manuskrypt napisany został we wczesnym języku niemieckim.

### Glosolalia
W swojej książce Kennedy i Churchill napisali, że manuskrypt Wojnicza może być przykładem glosolalii, channelingu lub sztuki marginesu.
Jeśli jest to prawda, autor czuł się zobowiązany do napisania tak długiego tekstu, który przypomina gatunkiem strumień świadomości. Tekst mógł powstać pod wpływem impulsu lub słyszanych przez autora głosów.
O ile w przypadku glosolalii tekst tworzony jest często w wymyślonym języku (zazwyczaj złożonym z fragmentów języka ojczystego autora), o tyle wymyślanie całego pisma jest w tym przypadku rzadkością. Kennedy i Churchill zwrócili uwagę na podobieństwa między ilustracjami narysowanymi przez Hildegardę z Bingen, kiedy cierpiała na migrenę, a manuskryptem Wojnicza. Napady migreny mogły powodować u niej stany podobne do transu, w trakcie którego powstawały takie glosolalia. Znaczące cechy znalezione w obu pracach obfitują w motywy „strumienia gwiazd” oraz liczne postaci przypominające nimfy, które widoczne są w sekcji biologicznej manuskryptu.
Nie ma jednak wystarczających dowodów, aby obalić lub udowodnić wiarygodność tej teorii bez rozszyfrowania tekstu. Kennedy i Churchill sami nie są przekonani co do słuszności tej hipotezy, jednak uważają ją za prawdopodobną. Teoria ta nie wyjaśnia jednak rozmyślnej struktury manuskryptu ani kunsztownie stworzonych części astrologicznej i botanicznej.

### Języki sztuczne
Charakterystyczna wewnętrzna struktura „słów” w manuskrypcie Wojnicza doprowadziła Williama F. Friedmana oraz Johna Tiltmana do przypuszczeń, że tekst mógł zostać napisany językiem sztucznym, w szczególności językiem filozoficznym lub apriorycznym. W językach z tej klasy słownictwo jest uporządkowane według systemu kategorii tak, aby ogólne znaczenie słowa mogło zostać wywnioskowane na podstawie sekwencji liter. Na przykład w nowoczesnym języku sztucznym ro, bofo- oznacza kategorię kolorów. Zatem każde słowo zaczynające się tymi literami, będzie oznaczało nazwę koloru: bofoc znaczy czerwony, zaś bofof żółty. Jest to wersja schematu klasyfikacji książek, używana w wielu bibliotekach, gdzie np. P oznacza język i literaturę, PA – grekę i łacinę, PC – języki romańskie itd.
Koncepcja ta jest dość stara (została wspomniana już w pracy Johna Wilkinsa Philosophical Language z 1668), w dalszym ciągu jednak zakłada, że manuskrypt Wojnicza powstał dwieście lat później niż jest przyjęte. Najbardziej znane przykłady pokazują, że utworzono podtematy poprzez dodanie przyrostków. W rezultacie pewne kategorie zawierają wiele słów z podobnymi przedrostkami. Na przykład wszystkie nazwy roślin zaczynać się będą podobnymi literami, tak samo w przypadku nazw chorób itp. Cechy te mogłyby więc wyjaśniać pełen powtórzeń tekst Wojnicza. Jednakże do tej pory nie udało się ustalić znaczenia przedrostków i przyrostków w tym manuskrypcie.

### Teoria Leo Levitova
Leo Levitov w książce Solution of the Voynich Manuscript: A Liturgical Manual for the Endura Rite of the Cathari Heresy, the Cult of Isis (1987) uznał manuskrypt za niezakodowaną transkrypcję „poliglotycznego języka mówionego”. Zdefiniował to jako „język literacki, który byłby zrozumiały dla ludzi, którzy nie rozumieją łaciny, i którym ten język mógłby być czytany”. Proponowana przez niego metoda odkodowania zakładała, że trzy litery Wojnicza składają się na sylabę. Dzięki łączeniu sylab powstaje mieszanka języka niderlandzkiego ze słowami zapożyczonymi z języka starofrancuskiego i staro-wysoko-niemieckiego.
Według Levitova rytuał endura (wytrwanie) nie był niczym innym, jak obrządkiem samobójczym, dokonywanym przez ludzi, którzy wierzyli, że są bliscy śmierci. Ceremoniał ten kojarzony jest z wiarą katarską (chociaż wiarygodność tego rytuału jest nadal wątpliwa). Levitov wyjaśnia, że fantazyjne rośliny z ilustracji nie przedstawiają żadnego gatunku flory, lecz są ukrytymi symbolami wiary katarów. Kobiety w zbiornikach wodnych o skomplikowanej instalacji są symbolem samego rytuału samobójstwa, popełnianego poprzez podcinanie żył w trakcie ciepłej kąpieli.
Teoria ta jest kwestionowana na podstawie kilku dowodów. Po pierwsze, wiara katarska jest szeroko pojętym gnostycyzmem chrześcijańskim i w żaden sposób nie jest związana z kultem bogini Izis. Po drugie, zgodnie z teorią Levitova manuskrypt powstał w XII lub XIII wieku, czyli kilka stuleci wcześniej, niż uważają eksperci. Po trzecie, rytuał endury polega na głodzeniu się, a nie podcinaniu żył. Levitov nie wskazał innych dowodów poza wyjaśnieniem swojej teorii.

### Teoria Stephena Baxa
W 2014 Stephen Bax, brytyjski językoznawca, przedstawił nową hipotezę zgodnie z którą manuskrypt jest faktycznie zielnikiem lub podręcznikiem medycznym napisanym w jednym z języków indoeuropejskich, który w czasie jego powstania nie miał rozpowszechnionego alfabetu. W związku z tym autorzy książki posłużyli się alfabetem wymyślonym przez siebie lub kogoś innego, który nie upowszechnił się i został zapomniany. Bax oparł swoją analizę na fragmentach tekstu pod rysunkami roślin, które zinterpretował jako podpisy z ich nazwami, a następnie próbował odtworzyć alfabet posługując się nazwami tych roślin w różnych językach indoeuropejskich. Na tej podstawie uzyskał fragment hipotetycznego alfabetu, który daje dość dobrą zgodność w przypadku około dziesięciu narysowanych w książce roślin.

### Język protoromański
Manuskrypt został rozszyfrowany przez Gerarda Cheshire z Uniwersytetu w Bristolu. Stwierdził on, że tekst napisano w martwym języku protoromańskim. Są w nim informacje o ziołowych środkach leczniczych, terapeutycznych kąpielach, sprawach kobiecego umysłu, rodzicielstwa, a nawet seksu. Miały go opracować zakonnice dominikańskie. W tekście znalazły się też odniesienia do królowej Aragonii, ciotki Katarzyny Aragońskiej. Zapowiedziano, że w dalszej kolejności manuskrypt zostanie przetłumaczony.
Uniwersytet w Bristolu opublikował oświadczenie, w którym zdystansował się od naukowca, który ogłosił, że złamał kod manuskryptu Wojnicza:
Badania te były w całości dziełem autora i nie są związane z Uniwersytetem w Bristolu. (...) Po relacjach w mediach pojawiły się obawy co do zasadności tych badań ze strony naukowców z dziedziny językoznawstwa i studiów średniowiecznych. Traktujemy te obawy bardzo poważnie i dlatego usunęliśmy informację dotyczącą tych odkryć z naszej strony internetowej, aby je zweryfikować i umożliwić dalsze dyskusje.
Według stanu na marzec 2020 autor tezy opublikował rozszyfrowanie 7 stron ze 100, które dotyczą głównie roślin leczniczych.

## Poszukiwania
Wojnicz nie poradził sobie z księgą. Żaden z zaangażowanych przezeń fachowców-deszyfrantów nie tylko nie potrafił odczytać tajemniczego pisma, ale nawet określić, jakiego rodzaju jest to pismo. Przypomina nieco devanagari, ale z całą pewnością nim nie jest. W latach 80. specjaliści-kryptolodzy wznowili prace nad manuskryptem, stosując technikę komputerową najnowszej generacji, bez rezultatów. Problem polega na tym, że niektóre „litery” w poszczególnych „słowach” wyglądają inaczej niż w innych, więc nie wiadomo, czy są to te same litery. Każdy kryptogram posiada własny kod szyfrowy, który ma umożliwić wtajemniczonemu odczytanie treści. Na samym końcu manuskryptu Wojnicza znajduje się jeden krótki wiersz (wyraźnie odseparowany od treści), który mógłby być kluczem do szyfru, ale nie wiadomo, jakie słowo bądź słowa należy pod ów szyfr podłożyć. Manuskrypt Wojnicza pozostaje nieodczytany.

## Wnioski
Po długich badaniach księgi naukowcy doszli do co najmniej kilku przeciwstawnych wniosków, że jest to:
- zbiór odkryć lub myśli Bacona, zapisanych bardzo wymyślnym szyfrem[a];
- modlitewnik lub święta księga Katarów, ocalona od spalenia przez Świętą Inkwizycję[a];
- ciąg znaków bez żadnego znaczenia, spreparowany przez kogoś (być może Johna Dee) celem wyłudzenia pieniędzy (w tym wypadku od cesarza)[a];
- żart średniowiecznego szarlatana, jak np. dwudziestowieczny Codex Seraphinianus;
- próba stworzenia sztucznego języka.

## Manuskrypt Wojnicza w fikcji
- W grze fabularnej Zew Cthulhu manuskrypt jest uważany za kopię Necronomiconu.
- W grze fabularnej House of the Blooded manuskrypt ten jest podawany (w podręczniku) jako źródło wiedzy o nieistniejącej obecnie cywilizacji, będącej inspiracją przy tworzeniu tej gry.
- W grze przygodowej Broken Sword – The Sleeping Dragon manuskrypt jest przepowiednią końca świata i wskazówką gdzie się znajduje punkt przecięcia linii siły geomagnetycznej.
- W powieści Steve’a Berry’ego The Charlemagne Pursuit teksty z Rękopisu Wojnicza występują jako cytaty z ksiąg pozostałych po zaginionej cywilizacji wywodzącej się z Antarktydy, inspirującej rozwój wszystkich powstałych później na Ziemi cywilizacji.
- W powieści Thierry’ego Maugenesta Manuskrypt Wojnicza (2005).
- W powieści Michaela Cordy’ego Źródło życia (2008).
- W powieści Hanny Fronczak Od nowiu do pełni (2009) księga jest humbugiem napisanym przez dwóch alchemików.
- W powieści Tajemniczy Manuskrypt (aut. Enrique Joven)
- W powieści Waldemara Łysiaka Satynowy magik (2011) jedna z głównych postaci, Satin Retea, jest przez pewien czas w posiadaniu manuskryptu i sprawia wrażenie, jakby potrafił go odczytać.
- W grze Assassin’s Creed IV: Black Flag manuskrypt jest powiązany z „Tymi, Którzy Przybyli Przed Nami”.
- W książce Arkadiusza Niemirskiego Pan Samochodzik i europejska przygoda (2002) bohaterowie poszukują drugiej części manuskryptu, dzięki czemu pojawia się kilka informacji o samym manuskrypcie Wojnicza oraz jest informacja o odszyfrowaniu manuskryptu i utajnieniu tego faktu.
- W książce Maksa MacCoya Indiana Jones i kamień filozoficzny (1995)
- W książce Deborah Harkness „Cień nocy” (2019). Jest ona drugim tomem serii powieści „Księga Wszystkich Dusz”, na podstawie której powstał serial telewizji Sky zatytułowany Księga Czarownic.

### Prace naukowe na temat manuskryptu
- Gerard Cheshire, The Language and Writing System of MS408 (Voynich) Explained, „Romance Studies”, 37, 2019, s. 30–67, DOI: 10.1080/02639904.2019.1599566 [dostęp 2021-01-18] (ang.).